# Agios Dimitrios
Agios Dimitrios este un oraș în Grecia. Se află la o altitudine de 60 m deasupra nivelului mării. Are o suprafață de 4,949 km². Populația este de 71.664 locuitori, determinată în 2021, prin recensământ, resident population of Greece[*].
Acest oraș e înfrățit cu:
- România: Buzău;